# Rusty, cagnolino coraggioso
Rusty, cagnolino coraggioso (Rusty: A Dog's Tale o Rusty: The Great Rescue nell'edizione home video) è un film del 1998 prodotto dalla Saban Entertainment e diretto da Shuki Levy.

## Trama
Due orfani Tess e Jory dopo aver perso i genitori ritrovarono la serenità nella fattoria dei nonni mentre Rusty, il cane dei nonni farà di tutto per difendere l'equilibrio familiare.

## Distribuzione
Negli Stati Uniti, il film è uscito nelle sale cinematografiche il 22 settembre 1998 ed è stato distribuito in DVD nel 2006.

## Accoglienza
Analizzando la riedizione DVD del 2006, Andre Dursin di The Aisle Seat ha affermato che il film offriva un "telefilm molto carino di Shuki Levy e Haim Saban, impossibile da non amare e che supera facilmente l'offerta per bambini più roboante (come i Power Rangers).